# Breno Borges
Breno Vinicius Rodrigues Borges (ur. 13 października 1989 w Cruzeiro) – brazylijski piłkarz, który występował na pozycji obrońcy. Były młodzieżowy reprezentant Brazylii.
W swojej karierze występował w takich klubach jak: Bayern Monachium, São Paulo, Vasco da Gama czy  1. FC Nürnberg.

## Kariera
Breno był kapitanem drużyny Brazylii do lat 23. Gdy stał się podstawowym graczem São Paulo FC, w lipcu 2007 podpisał z tym klubem 4-letni  kontrakt.
W grudniu 2007  został zatrudniony przez niemiecki klub Bayern Monachium za sumę 18 milionów dolarów, podpisując z nim czteroipółletni kontrakt. Zadebiutował w jego barwach 4 maja 2008, wchodząc z ławki rezerwowych, w meczu z Wolfsburgiem, pamiętnym dla Bayernu. Zdobyli wtedy tytuł mistrza Niemiec. Poza Bayernem również Real Madryt i A.C. Milan były poważnie zainteresowane zatrudnieniem brazylijskiego talentu. Breno odmówił Realowi Madryt, ponieważ hiszpański klub zażyczył sobie badań kości młodego zawodnika.
Zawodnik był rekomendowany Bayernowi przez ich byłego gracza Giovane Elbera, który po zakończeniu piłkarskiej kariery został zatrudniony na stanowisku skauta bawarskiego klubu w Brazylii.
W styczniu 2010 został wypożyczony do 1. FC Nürnberg. Rozegrał tam do końca sezonu osiem spotkań.
W 2008 roku został powołany do kadry U-23 prowadzonej przez Dungę na Igrzyska Olimpijskie w Pekinie, gdzie z reprezentacją Brazylii zdobył brązowy medal.
20 września 2011 dokonał podpalenia wynajmowanej przez siebie willi, za co został przez niemiecki sąd skazany na trzy lata i dziewięć miesięcy pozbawienia wolności. Z zakładu karnego wyszedł po 2 latach i 5 miesiącach (przebywał tam od lipca 2012 do grudnia 2014). Wcześniej, w sierpniu 2013, otrzymał zgodę na odbywanie kary w systemie półotwartym, co pozwoliło mu na podjęcie pracy (4 godziny dziennie) jako trener młodzieży w Bayernie Monachium.
W grudniu 2012 - jeszcze jako więzień - został zakontraktowany przez São Paulo FC. W styczniu 2015 dołączył do drużyny, a na boisko powrócił 9 sierpnia 2015 w derbowym meczu przeciwko Corinthians Paulista.